# British Comedy Awards 2003
La XIV edizione dei British Comedy Awards si tenne nel 2003 e venne presentata da Jonathan Ross.

## Vincitori
- Miglior commedia televisiva esordiente - My New Best Friend
- Miglior personalità in una commedia di intrattenimento - Ant & Dec
- Miglior commedia televisiva - Coupling
- Miglior commedia drammatica - Cold Feet
- Miglior commedia di intrattenimento - Friday Night with Jonathan Ross
- Miglior serie-commedia internazionale - Malcolm
- Miglior attore in una commedia televisiva - Steve Coogan
- Miglior attrice in una commedia televisiva - Ronni Ancona
- Miglior debutto in una commedia televisiva - David Walliams
- Premio scelta del pubblico - Saturday Night Takeaway
- Scrittore dell'anno - Mike Bullen
- Premio alla carriera - Jimmy Perry e David Croft